# Cuscuta campestris
Cuscuta campestris là một loài thực vật có hoa trong họ Bìm bìm. Loài này được Yunck. mô tả khoa học đầu tiên năm 1932.

## Hình ảnh

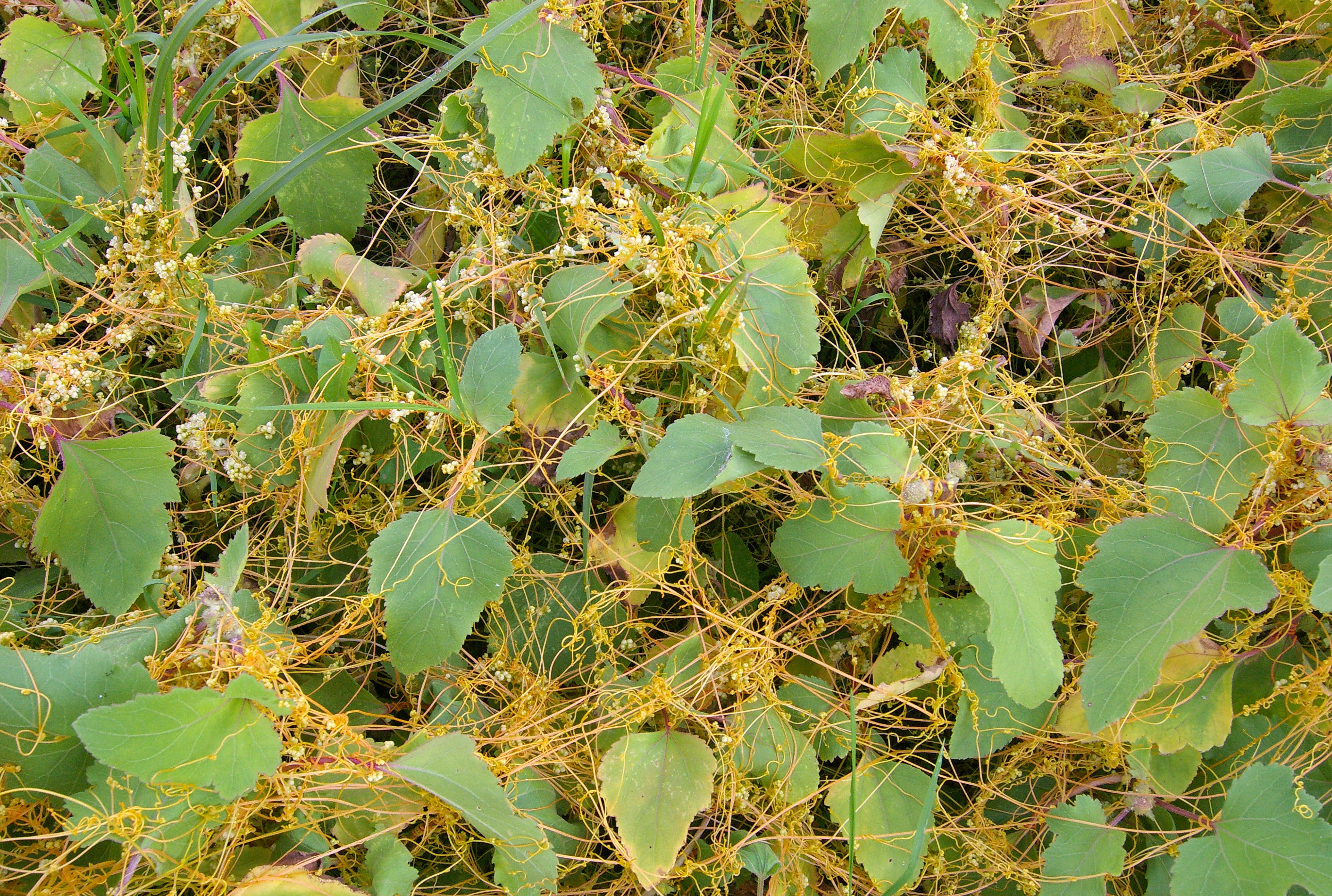
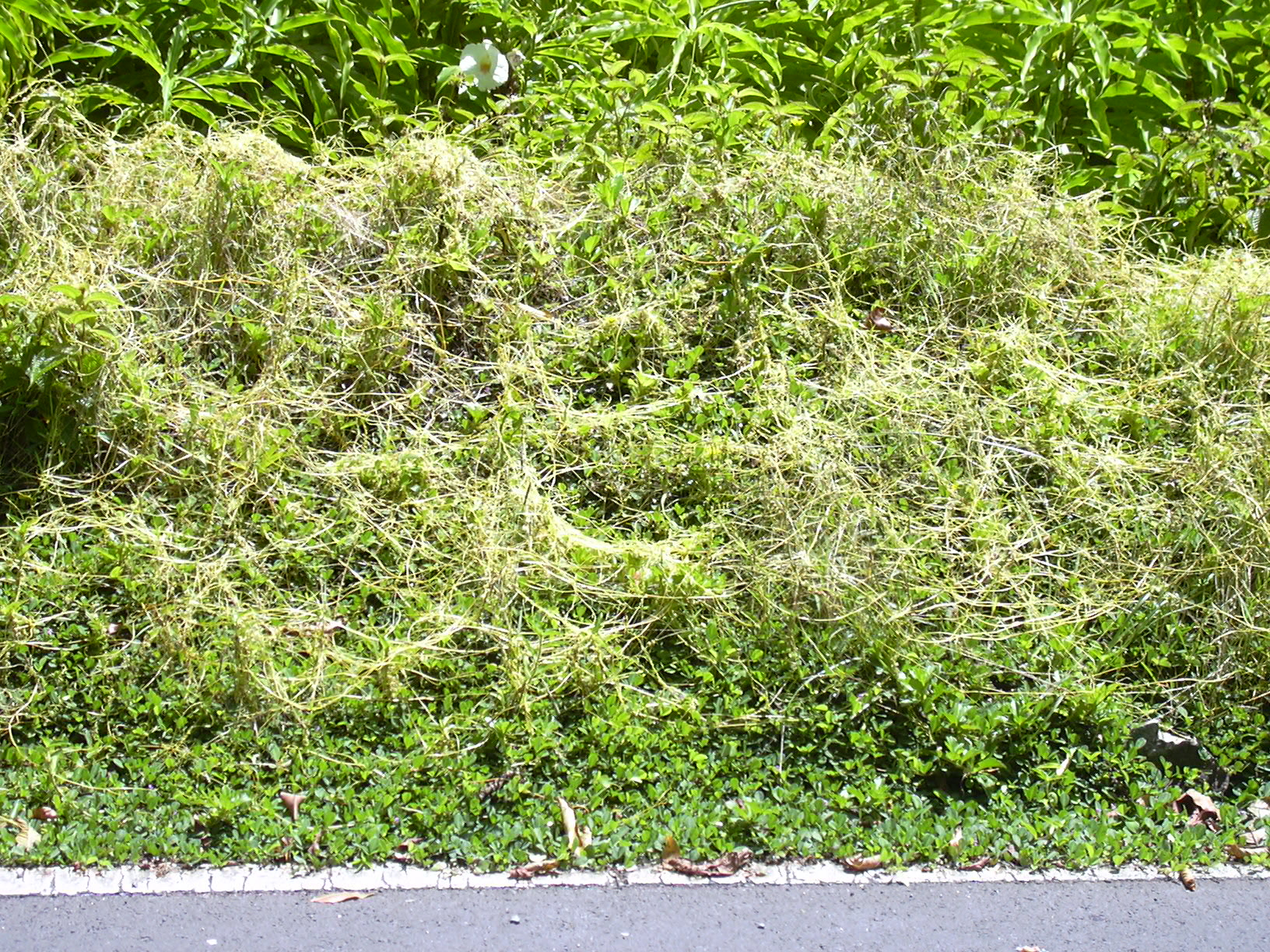
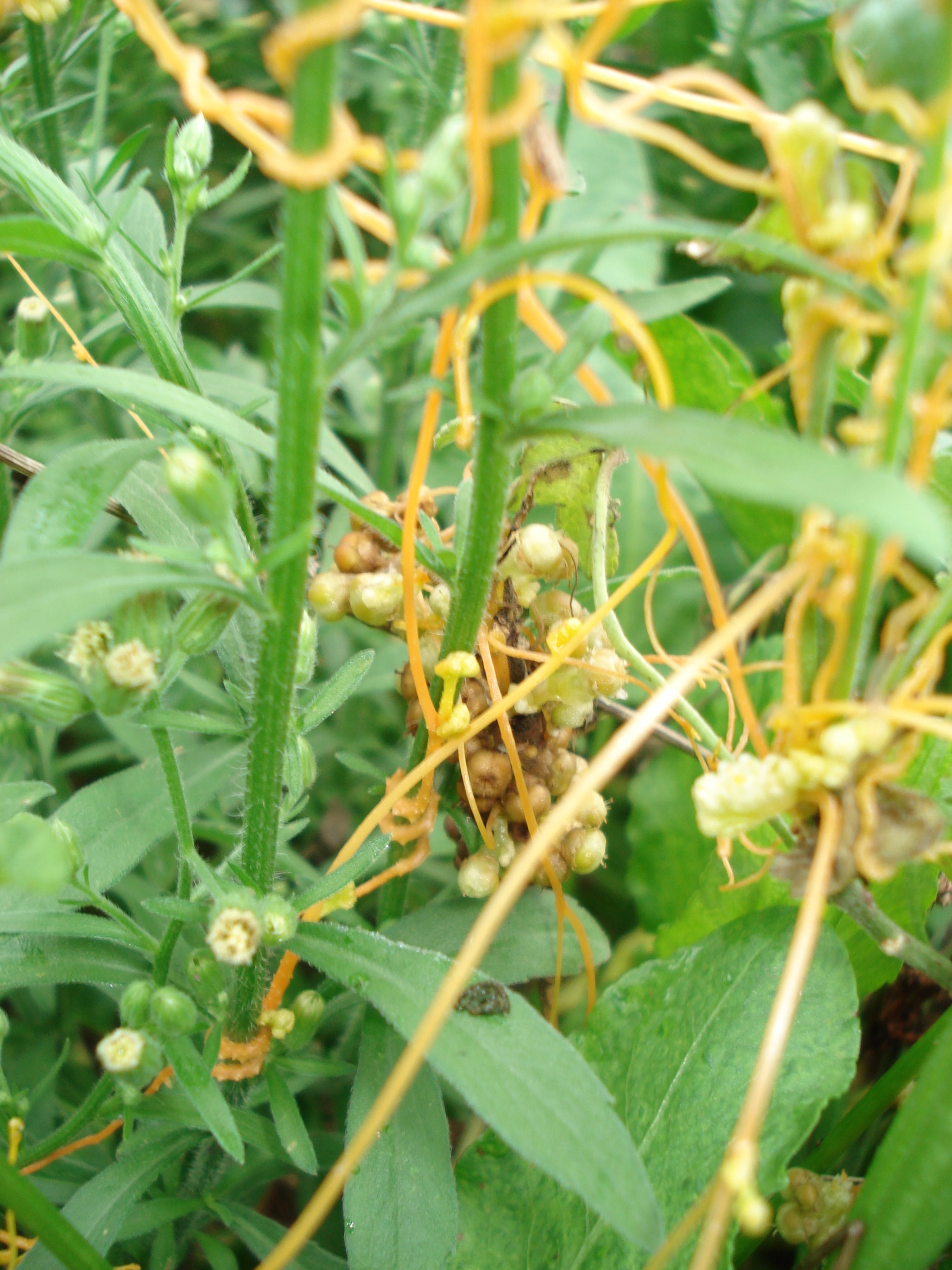
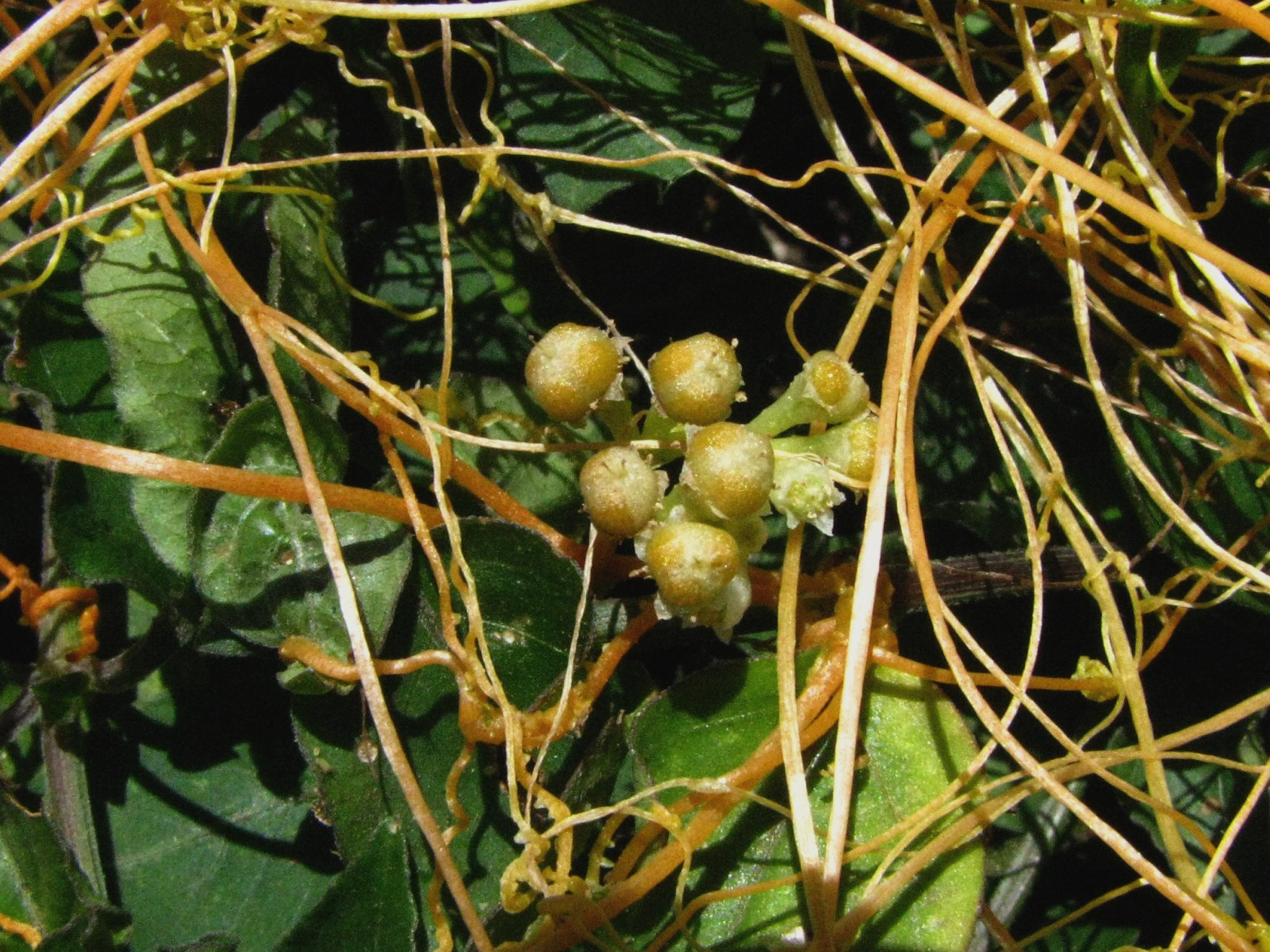